# Belo Polje, Surdulica
Belo Polje (izvirno srbsko Бело Поље) je naselje v Srbiji, ki upravno spada pod Občino Surdulica; slednja pa je del Pčinjskega upravnega okraja.

## Demografija
V naselju živi 444 polnoletnih prebivalcev, pri čemer je njihova povprečna starost 39,5 let (36,3 pri moških in 42,8 pri ženskah). Naselje ima 185 gospodinjstev, pri čemer je povprečno število članov na gospodinjstvo 2,95.
To naselje je, glede na rezultate popisa iz leta 2002, večinoma srbsko.
|  |

| Demografija | Demografija     | Demografija     |
| Leto        | Št. prebivalcev | Št. prebivalcev |
| ----------- | --------------- | --------------- |
|             |                 |                 |
|             |                 |                 |
|             |                 |                 |
|             |                 |                 |
| 1948        | 148             |                 |
| 1953        | 201             |                 |
| 1961        | 238             |                 |
| 1971        | 324             |                 |
| 1981        | 480             |                 |
| 1991        | 568             | 561             |
| 2002        | 568             | 545             |
|             |                 |                 |

| Etnična sestava po popisu iz leta 2002 | Etnična sestava po popisu iz leta 2002 | Etnična sestava po popisu iz leta 2002 | Etnična sestava po popisu iz leta 2002 | Etnična sestava po popisu iz leta 2002 |
| -------------------------------------- | -------------------------------------- | -------------------------------------- | -------------------------------------- | -------------------------------------- |
| Srbi                                   | Srbi                                   |                                        | 541                                    | 99,26%                                 |
| Bolgari                                | Bolgari                                |                                        | 2                                      | 0,36%                                  |
| Hrvati                                 | Hrvati                                 |                                        | 1                                      | 0,18%                                  |
| Makedonci                              | Makedonci                              |                                        | 1                                      | 0,18%                                  |
| Neznano                                | Neznano                                |                                        | 0                                      | 0,0%                                   |